# 瓦爾瑟卡姆山脈
47°14′21″N 9°46′39″E / 47.23917°N 9.77750°E

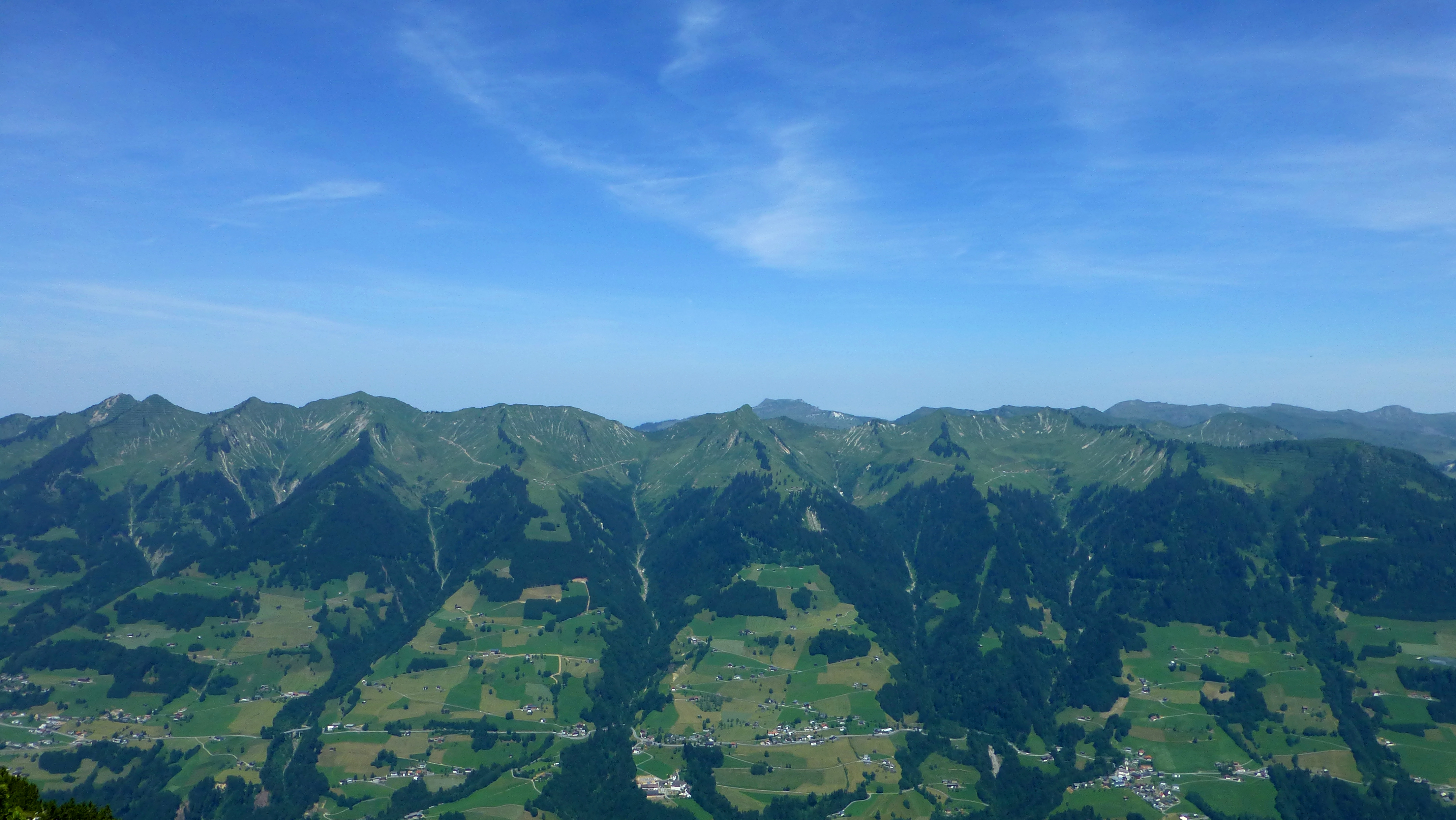

瓦爾瑟卡姆山脈（德語：Walserkamm），是奧地利的山脈，位於該國西部，由福拉爾貝格州負責管轄，屬於布雷根茨森林山脈的一部分，最高點海拔高度2,000米。